# 東洋大学大学院総合情報学研究科・総合情報学部
東洋大学大学院総合情報学研究科（とうようだいがくだいがくいんそうごうじょうほうがくけんきゅうか）は、東洋大学に設置される大学院研究科の一つ。
また、東洋大学総合情報学部（とうようだいがくそうごうじょうほうがくぶ、）は、東洋大学に設置される学部の一つである。
キャンパスは東洋大学川越キャンパス。

## 概要
東洋大学総合情報学部は、2009年に誕生した文理融合の学部である。情報を基にAI（人工知能）, データサイエンス、心理、スポーツ、メディア、アート等、幅広く学べる文理融合の教育を展開している。入試では、文系受験生、理系受験生の双方に門戸を開き、文系・理系の枠組みを超えた様々な分野で情報技術を活用すること、高度な知識力、判断力、技術力を育成することを目標としている。
東洋大学総合情報学部の中には3つのコース「システム情報コース」、「心理・スポーツ情報コース」、「メディア文化コース」がある。

## 組織
大学院
- 総合情報学研究科

学部
- 総合情報学部
  - 総合情報学科
    - システム情報コース
    - 心理・スポーツ情報コース
    - メディア文化コース

## 学部リンク
- 東洋大学総合情報学部（外部リンク）